# Tirso Rodrigáñez y Sagasta
Tirso Timoteo Rodrigáñez y Mateo Sagasta (Logroño, 24 de enero de 1853-Madrid, 2 de agosto de 1935), fue abogado, periodista y político español, fue ministro de Hacienda durante la regencia de María Cristina de Habsburgo-Lorena y durante el reinado de Alfonso XIII. 
Sobrino del presidente del Gobierno y fundador del partido Liberal, Práxedes Mateo Sagasta. Tras estudiar Derecho en la Universidad Central de Madrid inicia su carrera profesional de abogado al tiempo que desarrolla su actividad periodística en el periódico liberal "La Iberia" del que será director entre 1876 y 1883.
Miembro del Partido Conservador será elegido diputado al Congreso por Logroño en las elecciones de 1881. Tras no obtener acta de diputado en las siguientes elecciones, volverá a resultar elegido por la misma circunscripción electoral en las sucesivas elecciones celebradas entre 1886 y 1903, para finalmente ser elegido senador vitalicio en 1905.
Fue ministro de Hacienda entre el 19 de marzo y el 15 de noviembre de 1902 en los gobiernos que, presididos por Sagasta, cerrarían la etapa de la Regencia de María Cristina e iniciaron la del reinado de Alfonso XIII. Posteriormente volvería a ocupar dicha cartera ministerial entre el 3 de abril de 1911 y el 12 de marzo de 1912 en el gabinete que presidiría José Canalejas.
Fue asimismo Gobernador del Banco de España en tres ocasiones, entre 1910 y 1911, entre 1917 y 1919 y, finalmente en 1923.